# Paraophiodina pisae
Paraophiodina pisae is een soort in de taxonomische indeling van de Myzozoa, een stam van microscopische parasitaire dieren. Het organisme komt uit het geslacht Paraophiodina en behoort tot de familie Ganymedidae. Paraophiodina pisae werd in 1911 ontdekt door Léger & Dubosq.